# 藤原道子
藤原道子（西元？年－西元1132年），日本第七十二代白河天皇女御，內大臣藤原能長之女。生善子內親王，卻在之後居住宮外，不再入宮。後稱「承香殿女御」。

## 生平略歷
延久元年，入東宮為御息所。延久五年，為女御，居承香殿。承保二年，準三宮與善子內親王同為齋宮，道子一同前往伊勢。長承元年八月，薨，年九十一。

## 來源
【大日本史（页面存档备份，存于）】